# آكل العسل
آكل العسل (الاسم العلمي: Meliphaga) (بالإنجليزية: Honeyeater)‏ هو جنس من الطيور يتبع فصيلة آكلات العسل من رتبة العصفوريات.

## الصفات والغذاء
آكل العسل لا يملك القدرة على الطيران بشكل ثابت كطائر الطنان، الذي يستطيع أكل رحيق الأزهار أثناء الطيران بشكل ثابت، ولكن بعض الأفراد صغيرة الحجم من عائلة آكلي العسل يملك هذه القدرة، أما الأفراد الأخرى فإنها تفضل القفز من غصن لآخر لامتصاص الرحيق من الأزهار، حيث تقوم بامتصاص الرحيق بوساطة لسانها الذي يكون طرفه شبيها بالفرشاة، والذي يكون أطول عند بعض الأنواع من الأنواع الأخرى، كما يحتوي اللسان على شعيرات أو أهداب صغيرة تساعده على امتصاص السوائل من الأزهار بسهولة، إذ يقوم الطائر بنقر الزهرة بلسانه بسرعة، ثم يرجع لسانه إلى فمه لامتصاص الرحيق الذي علق على لسانه، ويقوم بتكرار هذه العملية عدة مرات وبسرعة كبيرة.
إن طيور آكل العسل هذه من الطيور القليلة في العالم التي تستطيع الطيران للوراء، وذلك بسبب أجنحتها المميزة.
وإضافة إلى الرحيق، فإن آكلي العسل يتناولون الحشرات وغيرها من المخلوقات الصغيرة كغذاء لهم، وهي تشكل مصدرا مهما للبروتينات، إذ يقوم آكل العسل باصطياد الحشرات بقدميه كغيره من الطيور، وأحيانا ينقرها نقرا دون أن يلمسها بقدميه، كما تقوم بعض الأنواع كبيرة الحجم بتفحص لحاء الأشجار بحثا عن الحشرات وفتات الطعام، كما أن بعض الأنواع تضيف الفاكهة إلى غذائها، وهي في العادة الأنواع التي تعيش في الغابات المطيرة الاستوائية، وبشكل عام، فإن آكلي العسل الذين يملكون مناقير طويلة يتغذون على الرحيق فقط، أما الذين يملكون مناقير أقصر فإنهم يضيفون أغذية أخرى غير الرحيق إلى غذائهم.

## التكاثر
تبيض أنثى آكل العسل من بيضة إلى أربع بيضات، ثم تقوم وحدها باحتضان البيض، ولكن يشترك كل من الذكر والأنثى في إطعام الصغار.

## أنواع
أنواع هذا الجنس:
- كود سباركل
- تحديث القائمة

آكل العسل أبيض النقط 
اسم علمي: Meliphaga albonotata

آكل العسل أصفر العجز 
اسم علمي: Meliphaga flavirictus

آكل العسل أصفر النقط 
اسم علمي: Meliphaga notata

آكل العسل الأنيق 
اسم علمي: Meliphaga cinereifrons

آكل العسل الجبلي 
اسم علمي: Meliphaga montana

آكل العسل الرشيق 
اسم علمي: Meliphaga gracilis

آكل العسل الشبكي 
اسم علمي: Meliphaga reticulata

آكل العسل الشرقي 
اسم علمي: Meliphaga orientalis

آكل العسل الفوردياني 
اسم علمي: Meliphaga fordiana

آكل العسل الليويني 
اسم علمي: Meliphaga lewinii

آكل العسل المجاور 
اسم علمي: Meliphaga vicina

آكل العسل المفوف 
اسم علمي: Meliphaga albilineata

آكل العسل المماثل 
اسم علمي: Meliphaga analoga

آكل العسل مرقش الصدر 
اسم علمي: Meliphaga mimikae

آكل العسل منفوخ الظهر 
اسم علمي: Meliphaga aruensis